# Pavel Núñez
Pavel Elías Núñez Ramírez es un cantante oriundo de República Dominicana.

## Trayectoria artística
En 1995 forma, junto a Homero Guerrero la banda dominicana Código Genético con mucha influencia de la trova cubana, además de elementos anglos como blues, funk y folk entre otros ritmos que se enlazaban con el Caribe. Este híbrido de ritmos marcaron significativamente su estilo musical.
Tras ser parte de Código Genético, en 1996 deciden crear un nuevo proyecto musical bajo el nombre 'Los Fulanos', con un toque más original y autóctono. Se realiza como compositor de diversas canciones.
Realiza una gira local durante 1997 en diferentes bares del país y que lo motiva a preparar mejor su nivel musical en la ciudad de New York. A su regreso forma la banda 'El Corredor de la 27', con un toque urbano.
En este mismo año, José Antonio Rodríguez y Víctor Víctor lo invitan a que los acompañe a su recital. Por esa razón fue bautizado en el mundo artístico como el “Buen hijo de la zona colonial”.

### Como solista
Le contratan en 2001 como artista exclusivo de RCC Records. El joven artista comienza a trabajar es su primera producción musical, la cual llamaría “Paso a Paso”.
Núñez tuvo la oportunidad de cantar junto a Danny Rivera dos temas 'Alfonsina', grabado en el álbum 'De Vuelta A Casa' y 'Te Me Perdiste' del disco 'Atlantis'. Posteriormente, en 2016. Rivera lo escoge por el cantante para ser el productor musical de uno de sus discos.
“... Danny está haciendo un disco inédito y tengo yo la dicha, la honra y la bendición de ser el productor de este mágico proyecto que fuera de juntar dos generaciones, también se añade un idéntico sentir, un factor común: amor por lo que hacemos”, expresó Pavel.
Es un bohemio natural quien, con guitarra en mano, armoniza una excepcional velada para su público, poniendo alas a los sueños de sus fanes. Su conexión y   entrega a través de esas románticas melodías y emocionantes líricas han convertido a Pavel Núñez en uno de los artistas más aclamados al presentarse en vivo.

## Premios y reconocimientos
A lo largo de su carrera, Pavel ha recibido diversos premios, nominaciones y reconocimientos. Fue nominado en 2010 al Grammy Latino en la categoría Mejor Álbum de Cantautor.
En 2013 ganó un EMMY en la categoría Artist / Entertainment – Program Special por su espectáculo “Big Band Núñez”, transmitido por el canal Mega TV. El premio le fue entregado por la Academia Nacional de Televisión, Artes y Ciencias, a través de su capítulo del Suncoast, durante la ceremonia celebrada en el Westin Diplomat Resort and Spa en Hollywood en Florida.
Es ganador de once premios Casandra (ahora conocidos como Premios Soberano), organizados por ACROARTE y apoyados desde 1987 por la Cervecería Nacional Dominicana, en categorías como Revelación del Año, Solista del Año, Concierto del Año y reconocimiento Soberano obtenido en la categoría como Mejor Cantante Masculino en la premiación del 2014.[cita requerida]
Obtiene el premio “Álbum del Año 2016”, principal categoría musical de Premios Soberano, por “De Mis Insomnios”.
Fue honrado por la Asociación Dominicana de Profesionales de la Industria del Cine (ADOCINE) durante la 1.ª ceremonia de los Premios La Silla, realizada en el Teatro Nacional, ubicado en la ciudad de Santo Domingo, dentro del marco del VII Festival de Cine Global. Esa noche del 17 de noviembre de 2013 obtiene dos Premios La Silla, uno por "Mejor Canción Original para una Película” y el otro por “Mejor Musicalización”, este último compartido junto al ingeniero de grabación Arturo Piña.

## Discografía

### Solista
| LANZAMIENTO    | ÁLBUM                                         | ARTISTA                            | TRACKS |
| -------------- | --------------------------------------------- | ---------------------------------- | ------ |
| 2018: Dic. 18  | Oratoria y Otras Historias                    | Pavel Núñez y El Corredor de la 27 | 11     |
| 2018: Sept 13  | Sentimientos                                  | Pavel Núñez                        | 10     |
| 2015: Nov. 13  | De Mis Insomnios                              | Pavel Núñez                        | 12     |
| 2013: Dic. 31  | Cantor Urbano (Homenaje a Luis "Terror" Dias) | Pavel Núñez                        | 14     |
| 2013: Marzo 10 | Big Band Nuñez II                             | Pavel Núñez                        | 13     |
| 2012: Oct. 22  | Big Band Nuñez                                | Pavel Núñez                        | 11     |
| 2010: Oct. 19  | El Tiempo del Viento                          | Pavel Núñez                        | 12     |
| 2006: Nov. 7   | Antología de Un Principiante                  | Pavel Núñez                        | 12     |
| 2005           | Atlantis                                      | Pavel Núñez                        | 15     |
| 2003           | De Vuelta A Casa                              | Pavel Núñez                        | 10     |
| 2002: Sept. 26 | Paso A Paso                                   | Pavel Núñez                        | 11     |

### Colaboraciones
| LANZAMIENTO         | ÁLBUM                   | TRACKS | CANCIÓN - ARTISTAS                                       |
| ------------------- | ----------------------- | ------ | -------------------------------------------------------- |
| 2019: 25 de mayo    | Milly & Company         | 10     | 03.Yo Te Quiero Querer - Milly Quezada feat. Pavel Núñez |
| 2017: 24 de octubre | Al Alcance de los Peces | 14     | 03.De Vez En Cuando - Miguel Inzunza feat. Pavel Núñez   |
| 2015: enero 25      | Pamel                   | 12     | 05.Tiene Que Ver Contigo - Pamel feat. Pavel Núñez       |
| 2014: Nov. 20       | Día 4                   | 12     | 07.Cuando Quieres - Alexandro Seguí feat. Pavel Núñez    |

### Compilaciones
| LANZAMIENTO   | ÁLBUM                              | TRACKS | CANCIÓN                  |
| ------------- | ---------------------------------- | ------ | ------------------------ |
| 2015: Nov. 24 | Cancioncitas de Amor, Vol. 2       | 20     | 11.Cuando Te Deje de Ver |
| 2009          | Los Merengues del Casandra (2 CDs) | 19     | 02.Chepe                 |